# Kuusijärvi (sjö i Finland, Kajanaland, lat 64,37, long 30,10)
Kuusijärvi är en sjö i Finland. Den ligger i kommunen Kuhmo i landskapet Kajanaland, i den östra delen av landet, 500 km nordost om huvudstaden Helsingfors. Kuusijärvi ligger 197,6 meter över havet. Den ligger vid sjön Valtasenjärvi. Arean är 1,21 kvadratkilometer och strandlinjen är 5,71 kilometer lång. Sjön  ingår i Uleälvens huvudavrinningsområde. 